# Хуейшен
Айсіньгеро Хуейшен (також просто Хуейшен; кит.: 爱新觉罗慧生, яп. 愛新覚羅慧生; 26 лютого 1938, Сіньцзін, Маньчжоу-го — 4 грудня 1957, гора Амагі, Японія) — принцеса маньчжурської династії Айсін Ґьоро, племінниця імператора Пу І. Трагічно загинула у 1957.

## Життєпис
Народилася в 1938 в Сіньцзіні в сім'ї Пуцзе - брата Пу І, імператора Маньчжоу-го - і його японської дружини Хіро Сагі. Вона жила в Маньчжоу-го до 1943, після чого відправлена до Японії, щоб жити з бабусею та дідусем по материнській лінії. Тут вона здобула освіту в кількох престижних приватних школах, наприклад, у школі при університеті Гакуюсін. Вона виявляла великий інтерес до японської та китайської літератури.
Після поразки Японської імперії та Маньчжоу-го у Другій світовій війні батько Хуейшен ув'язнений у радянську в'язницю, а мати та молодша сестра перебували в бігах аж до 1947. Після возз'єднання з ними написала листа прем'єр-міністру КНР Чжоу Еньлаю з проханням про амністію Пуцзе. Чжоу був зворушений її листом і посприяв якнайшвидшому звільненню брата Пу І та його переїзду до Японії.
Під час навчання в університеті дівчина зблизилася з одним із її одногрупників на ім'я Окубо. 4 грудня 1957 вона зникла. В результаті пошуків тіла обох молодих людей знайдено 10 грудня того ж року на горі Амагі. Дослідження показали, що 4 грудня її було вбито пострілом у голову. Інцидент широко висвітлювався у газетах на той час. Висловлювалося думка, що Хуейшен і Окубо вчинили суїцид, проте родичі Хуейшен заперечували цю версію.
Спочатку похована в Нісонін - гробниці сімейства Сага. Пізніше її останки перенесені в Ямагуті (Симоносекі), у родинну гробницю Айсіньгьоро, де поховано її батько і матір.